# Flemington
Cet article concerne une localité de l'État du New Jersey aux États-Unis..   
Pour les articles homonymes, voir Flemington et Flemington (Canterbury, Nouvelle-Zélande).
La ville de Flemington est le siège du comté de Hunterdon, situé dans l'ouest de l'État du New Jersey aux États-Unis. En 2010 sa population était de 4 581 habitants.

## Démographie
D'après les chiffres du recensement de 2010, la ville compte 4 581 habitants répartis en 1 815 foyers et 997 familles. La répartition ethnique se fait pour l'essentiel entre Blancs à 78,5 %, Asio-américains à 5,8 % et Noirs à 3,9 % ; par ailleurs, 26,2 % des habitants se déclarent hispaniques ou latinos.
Pour la période 2006-2010, 16,1 % des habitants (14 % des familles) se situent sous le seuil de pauvreté.

## Histoire

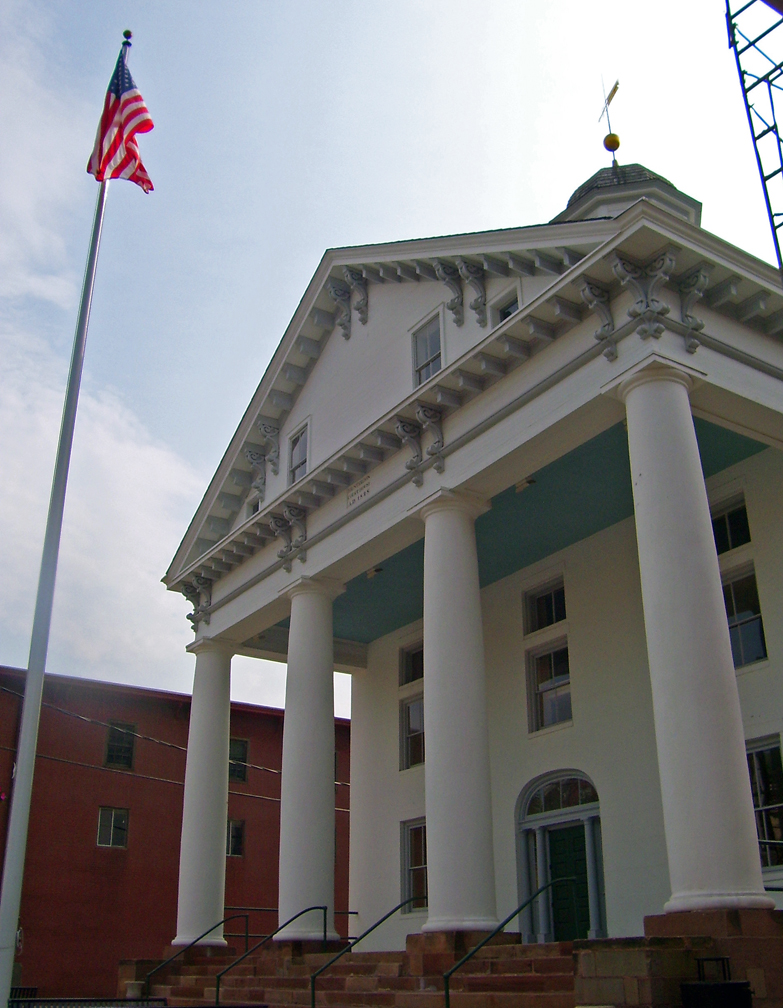
Le tribunal du comté, où Bruno Hauptmann fut condamné.

- Avant l'installation des premiers émigrants européens, les terres qui recouvrent l'ensemble de l'actuel comté d'Hunterdon sont occupées par les amérindiens Lenapes. En 1712, William Penn et Daniel Coxe leur achètent un territoire de 37,1 km2, particulièrement fertile : les premiers colons allemands et britanniques peuvent ainsi entreprendre avec succès des productions agricoles, qui s'orientent ensuite plus largement vers l'élevage de volailles et de vaches laitières.

- En 1785, Flemington devient le siège du comté de Hunterdon. À la suite de l'incendie du bâtiment du siège (courthouse), la ville voisine de Lambertville tente sans succès d'obtenir son déplacement, mais Flemington conserve finalement son statut, et le siège du comté est reconstruit à son emplacement actuel sur Main Street.

- La ville de Flemington a vu sa situation administrative évoluer, selon les règles particulières au New Jersey, du statut de town le 14 mars 1870 à celui de village le 11 juin 1894, toujours au sein du township de Raritan, puis elle devient un borough indépendant à la suite d'un référendum le 7 avril 1910 et se sépare officiellement du township de Raritan. Ce processus dit d'« incorporation » est confirmé le 27 avril 1931[4].

- En 1865, la société agricole du comté de Hunterdon achète 16 hectares de terrain pour y installer la foire du comté. L'objectif est de promouvoir la compétition entre les fermiers, les éleveurs et les manufacturiers. La foire se tient chaque année aux Flemington Fairgrounds, où est également installée plus tard la piste de course automobile connue sous le nom de Flemington Fair Speedway (puis Flemington Raceway). De 1992 à 1995, la piste accueille la Course des Champions, une course pour voitures modifiées[5]. De 1995 à 1998, c'est une compétition de camions de course NASCAR qui prend la suite de cet événement sportif. La foire agricole d'origine existe toujours, mais elle change de nom et d'emplacement en 2003, et s'installe dans le parc de South County dans le township d'East Amwell, sous le nom de « Hunterdon County 4-H and Agricultural Fair ».

- Le 13 février 1935, Bruno Richard Hauptmann est jugé coupable par un jury populaire de Flemington de l'enlèvement et du meurtre du fils de Charles Lindbergh. C'est le terme d'une affaire médiatique retentissante.

## Personnalités liées à la ville

### Naissances
- Walter E. Foran (en), homme politique ;
- John A. Hanna (en), homme politique[6] ;
- John Patterson Bryan Maxwell (en), homme politique[7] ;
- Barbara McClintock, écrivain[8] ;
- William E. Purcell (en), homme politique[9] ;
- Danny Federici (1950-2008), musicien ;
- Jason Read (1977-), champion olympique d'aviron.

### Décès
- Francis Burton Harrison (1873-1957), homme politique.